# Jo Schlesser
Joseph Théodule Marie Schlesser, detto Jo (Liouville, 18 maggio 1928 – Grand-Couronne, 7 luglio 1968), è stato un pilota automobilistico francese.

## Carriera
Come molti piloti del suo tempo si cimentò in svariate discipline, cominciando nei rally nel 1952 e debuttando in circuito l'anno seguente con la conquista delle Coupes de Paris sul Circuito di Montlhéry. Per motivi di lavoro trascorre tre anni in Madagascar e al rientro in Francia nel 1957 si dedica alle gare per vetture sport, sia su pista che su strada, come la Liegi-Roma-Liegi e il Tour de France automobile, gare simili alla Mille Miglia.
Nel 1960 acquista una Ferrari 250 Gt Swb (chassis 2209GT, targa MO60578) realizzata dalla Carrozzeria Sports Cars di Piero Drogo.
Vittima di un grave incidente nelle prove della 24 Ore di Le Mans del 1961 al volante di una vettura ufficiale della Scuderia Ferrari, ripartì dalla Formula Junior con una Brabham, conquistando il titolo francese nel 1962 e 1963. Nel 1964 disputò parecchie gare endurance per la Ford arrivando secondo alla 1000 km di Parigi (primo tra le Gran Turismo) in coppia con Pedro Rodríguez su una Ferrari 250 GTO/64 del North American Racing Team, mentre l'anno successivo ottenne la vittoria di classe alla 2000 km di Daytona, alla 12 Ore di Sebring e alla 12 Ore di Reims su AC Cobra.

### La Formula 2 e la Formula 1
Nel 1966, Schlesser entrò nella scuderia Matra di Formula 2 e corse anche con la Ford GT40 nelle gare per prototipi. Durante la sua permanenza alla Matra partecipò a diverse competizioni, comprese le edizioni 1966 e 1967 del Gran Premio di Germania di Formula 1, dove furono ammesse vetture di Formula 2 per riempire lo schieramento. Nel 1967 vinse la 12 Ore di Reims su una Ford GT40 MkII con il suo amico Guy Ligier.

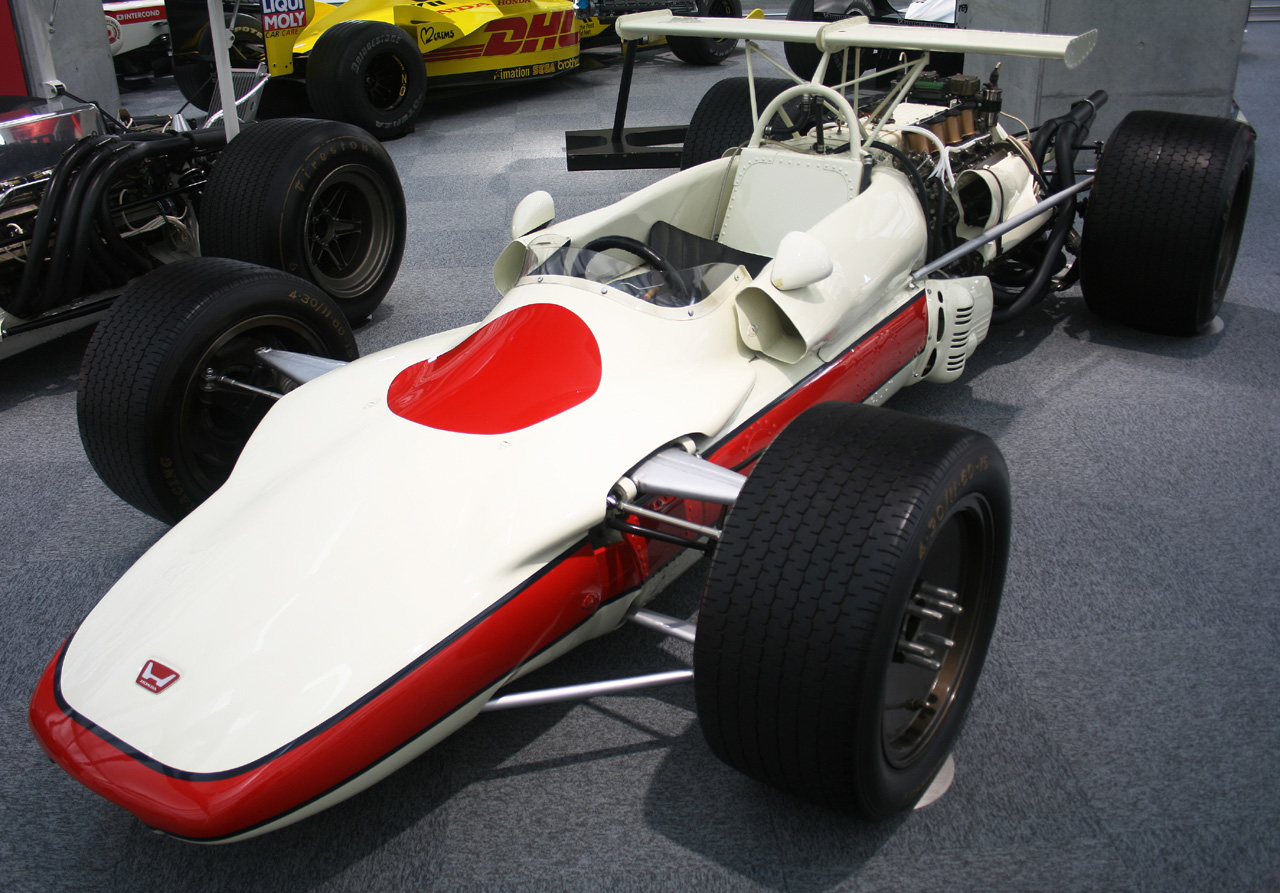
La Honda RA302, vettura a lui fatale

Schlesser accettò nel 1968 l'invito della Honda di guidare la sperimentale RA302 al Gran Premio di Francia disputato sul circuito di Rouen. La vettura era costruita con telaio in magnesio, materiale estremamente infiammabile, e la prima guida John Surtees la considerò troppo pericolosa, al punto di rifiutarsi di portarla in gara.
Schlesser invece accettò, ma rimase coinvolto in un incidente all'inizio del terzo giro schiantandosi con la sua vettura alla curva Six Frères e morendo nel furioso incendio che ne scaturì, alimentato dal pieno di carburante e dalla struttura in magnesio del telaio.
In ricordo del suo amico, Guy Ligier denominò le vetture costruite dalla sua azienda con una sigla alfanumerica che iniziava sempre con le lettere JS, le iniziali di Jo Schlesser.
Schlesser è stato sepolto nel cimitero di Malzéville, nel dipartimento di Meurthe e Mosella.

## Risultati in Formula 1
| 1966 | Scuderia           | Vettura   |  |  |  |  |  |    |  |  |  |  |  |  | Punti | Pos. |
| ---- | ------------------ | --------- |  |  |  |  |  | -- |  |  |  |  |  |  | ----- | ---- |
| 1966 | Ecurie Ford-France | Matra MS5 |  |  |  |  |  | 10 |  |  |  |  |  |  | 0     |      |

| 1967 | Scuderia           | Vettura   |  |  |  |  |  |  |     |  |  |  |  |  | Punti | Pos. |
| ---- | ------------------ | --------- |  |  |  |  |  |  | --- |  |  |  |  |  | ----- | ---- |
| 1967 | Ecurie Ford-France | Matra MS5 |  |  |  |  |  |  | Rit |  |  |  |  |  | 0     |      |

| 1968 | Scuderia | Vettura     |  |  |  |  |  |     |  |  |  |  |  |  | Punti | Pos. |
| ---- | -------- | ----------- |  |  |  |  |  | --- |  |  |  |  |  |  | ----- | ---- |
| 1968 | Honda    | Honda RA302 |  |  |  |  |  | Rit |  |  |  |  |  |  | 0     |      |

| Legenda | 1º posto     | 2º posto | 3º posto    | A punti         | Senza punti/Non class.  | Grassetto – Pole position Corsivo – Giro più veloce |
| Legenda | Squalificato | Ritirato | Non partito | Non qualificato | Solo prove/Terzo pilota | Grassetto – Pole position Corsivo – Giro più veloce |